# 斯科特·鮑德溫
斯科特·鮑德溫（英語：Scott Baldwin；1988年7月12日—）是一位威爾斯橄欖球運動員。他是威爾斯國家橄欖球隊的一員，代表威爾斯參加了2015年世界盃橄欖球賽。